# Hilbern (Gemeinden Schiedlberg, Sierning)
Hilbern ist ein Ort im Traun-Enns-Riedelland im Traunviertel von Oberösterreich wie auch Ortschaft der Gemeinde Schiedlberg und Katastralgemeinde der Gemeinde Sierning, beide im Bezirk Steyr-Land.

## Geographie
Der Ort befindet sich etwa 10 Kilometer westlich der Stadt Steyr, um die 2½ km nordwestlich von Sierning und 3½ km südlich von Schiedlberg.
Das Schiedlberger Dorf Hilbern liegt in der Eintalung des obersten Seilerbachs (Vallabach), einem Nebenbach der Krems, im Ackerland der Traun-Enns-Platte auf um die 330 m ü. A. Höhe. Es liegt westlich des Droißingerwalds und der Schiedlberger Straße Neuhofen–Sierning (L1372). Der Ort umfasst etwa 40 Adressen. Die Straße durch den Ort ist die Alte Weinstraße (L1367) von Matzelsdorf her. Der Ort Oberhilbern liegt an der Weinstraße südlich, und Unterhilbern südostwärts gegen Sierning hin. Diese befinden sich schon in der Gemeinde Sierning.
| Waidern (Gem. Schiedlberg)                     | Rathgasse (Gem. Schiedlberg)                | Droißendorf (Gem. Schiedlberg) Oberbrunnern (Gem. Sierning) |
| Ödt (Gem. Schiedlberg) Kamberg (Gem. Sierning) | Kompassrose, die auf Nachbargemeinden zeigt | Paichberg (Gem. Sierning)                                   |
|                                                | Oberhilbern (Gem. Sierning)                 | Unterhilbern (Gem. Sierning)                                |

Zur Ortschaft Hilbern von Schiedlberg gehören auch das Dorf Waidern und die Rotte Ödt nordwestlich des Orts. Diese Ortschaft umfasst etwa 90 Adressen mit um die 170 Einwohnern.
Zum Ort gehören im Sierninger Gemeindegebiet neben Unter- und Oberhilbern auch zerstreute Häuser westlich. Das umfasst die Rotte Kamberg sowie etliche weitere Streulagen im Westen Richtung Rohr im Kremstal (Handl; Kronschacher, Ruthenstein, Mitterndorf, Gmeinstraßer). Dieses Gebiet bildet den Sierninger Gemeindeteil Hilbern (Ortschaft im Sinne der gemeindeeigenen Gliederung) und die gleichnamige Katastralgemeinde mit 822 Hektar. Dieser Ortsteil umfasst etwa 80 Adressen mit über 250 Einwohnern.
| Brandstatt (O, Gem. Rohr i.Kr.)                                          | Thanstetten (O u. KG, Gem. Schiedlberg)                         | Droißendorf (O, Gem. Schiedlberg) ∗∗     |
| Krottendorf (O) Rohr (KG) Haselberg (O) (alle Gem. Rohr i.Kr.)           | Kompassrose, die auf Nachbargemeinden zeigt                     | Sierning (KG, Gem. Sierning) ∗∗∗         |
| Furtberg (O, Gem. Rohr i.Kr., u. Bad Hall ∗) Bad Hall (O u. Gem.) ∗ ∗∗∗∗ | Großmengersdorf (KG, Gem. Bad Hall ∗ u. O, Gem. Waldneukirchen) | Pesendorf (O u. KG, Gem. Waldneukirchen) |

∗ Ehemalige Ortschaften von Bad Hall, heute hier nur eine Ortschaft.
∗∗ KG Droissendorf grenzt nicht an die KG Hilbern.
∗∗∗ Sierning auch ehemals Ortschaft; genauer Gebietsstand der Gemeinde Sierning seit 2010 unklar (Hilbern vermutlich Teil der Ortsch. Sierning).
∗∗∗∗ KG Hehenberg, Gemeinde Bad Hall, grenzt um wenige Meter nicht an.

## Geschichte
Der Ortsname ist schon (datiert circa) 1313 als Hulbarn urkundlich erwähnt.
Er steht wohl zu hülwe ‚Pfütze, Sumpflache‘ mit Ortssuffix -arn im Sinne ‚bei den am Sumpf Wohnenden‘.
Hilbern (Oberhilbern mit Unterhilbern und Streulagen) gehörte als Ortschaft zur Pfarre Sierning, und im Kaisertum Österreich zum Distriktskommissariat Sierning.
Noch bis in das 20. Jahrhundert galt das heutige Dorf Hilbern als der eigentliche Ort Than[n]stetten,
Thanstetten bekam zwar 1786 eine eigene Pfarre, das Dorf wurde aber der Konskriptionsnummerierung nach ein Teil von Hilbern, und blieb bei der Pfarre Sierning. 1805 wurde die Ortschaft Thanstetten dann auf die in seiner Pfarre liegenden Häuser reduziert. Es bildeten sich die zwei Steuergemeinden Hilbern und Thanstetten. Thanstetten wurde mit Schaffung der Ortsgemeinden nach 1848/49 auch eigenständige politische Gemeinde.
Das Dorf hatte um 1930 24 Häuser. Der Name Thanstetten verlor mit dem Umbenennung der Gemeinde auf Schiedlberg 1947 (nach dem inzwischen größeren Kirchdorf und Hauptort) seine Bedeutung und bezeichnet heute nurmehr die zerstreuten Häuser nordwestlich.
Seit 2010 wird der Sierninger Teil nicht mehr als statistische Ortschaft geführt, bildet aber weiterhin einen eigenständigen Gemeindeteil.